# العروض (إقليم)
إقليم العروض هو أحد أقاليم شبه الجزيرة العربية الجغرافية الرئيسية، ويقع شرق شبه الجزيرة العربية.

## الموقع والتضاريس
تقع العروض شرق شبه الجزيرة العربية وقال ابن الكلبي:
| العروض (إقليم) | بلاد اليمامة والبحرين وما والاها العروض وفيها نجد وغور لقربها من البحر وانخفاض مواضع منها ومسايل أودية فيها، والعروض يجمع ذلك كله | العروض (إقليم) |

## المناخ
شديد الحرارة صيفاً مع رطوبة وبارد في الشتاء.